# Худу
Худу́ — действующий стратовулкан в штате Британская Колумбия (Канада). Более точно массив подлёдных вулканов, являющихся: гора Худу, Медвежонок вулканический купол, ледник Худу, группа шлаковых конусов и маар на вершине. Известно только два извержения: 7000 год до н. э., 2002 год.

## Галерея

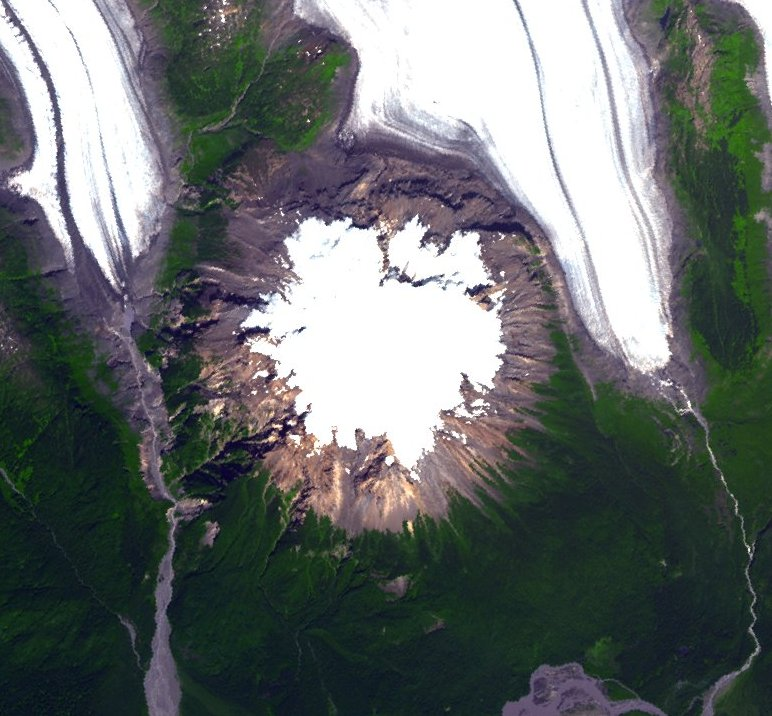
Вид на Худу из космоса
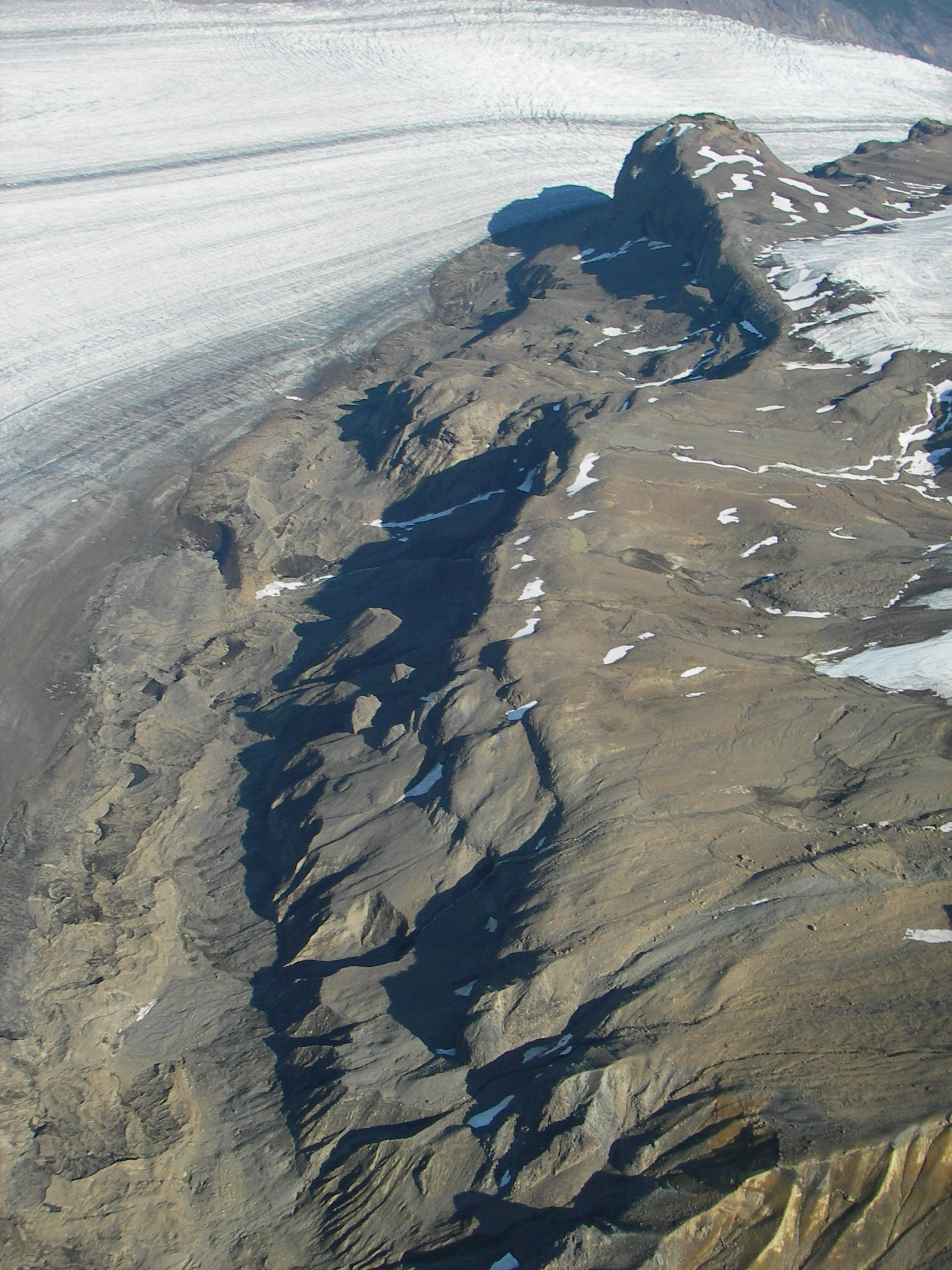
Северный склон
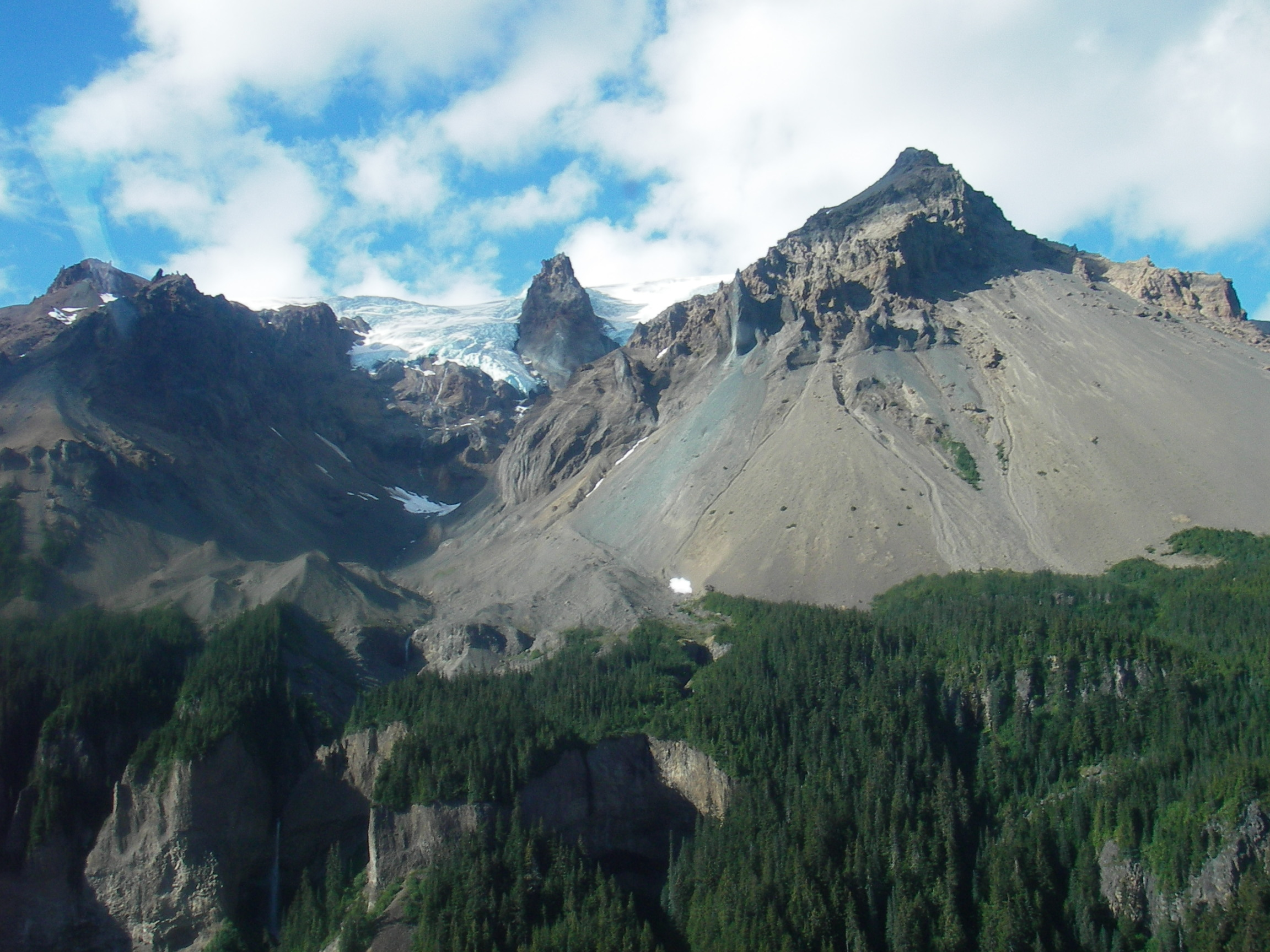
Южный склон